# Bul le Mérite
Bul le mérite est une distinction décernée par l'Association des employés de la police criminelle fédérale (Bund Deutscher Kriminalbeamter -BDK) allemande. Elle est attribuée à des femmes ou des hommes qui se sont particulièrement et de façon originale distinguées dans le domaine de la sécurité intérieure.
Dans l'esprit du BDK, l'attribution de cette distinction doit permettre de jeter des ponts, de favoriser la compréhension et le dialogue dans le combat contre la criminalité dans la société civile, la politique, la justice.

## Histoire
La distinction est décernée depuis 1975. C'est Fritz Krug, alors représentant du district de Bonn du BDK, qui en a eu l'idée. Le nom provient de l'ancien ordre du mérite de Prusse Pour le Mérite ; un jeu de mots l'associe avec la façon badine de désigner un policier en allemand (Bulle). De 1975 à 2003, la distinction était remise lors du carnaval à Bonn-Bad Godesberg devant 800 à 1 000 invités. Depuis 2004, la récompense est attribuée à l'occasion d'une cérémonie spécifique

## Lauréats
- 1975 : Eduard Zimmermann - animateur d'une émission de télévision : « Aktenzeichen XY… ungelöst » destinée à la recherche de personnes
- 1976 : Heinz Schwarz - Ministre de l'intérieur du Land de Rhénanie-Palatinat
- 1977 : Adelheid Werner - Procureure générale à Francfort-sur-le-Main
- 1978 : Rolf Weinberger - directeur de la police criminelle
- 1979 : Dr. Hans-Jochen Vogel - Ministre fédéral de la justice
  Ulrich Wegener - Commandant du GSG 9, unité d'intervention de la police allemande
- 1980 : Hans-Dietrich Genscher - Ministre fédéral des affaires étrangères
- 1981 : Prof. Dr. Kurt Rebmann - Avocat général fédéral
- 1982 : Dr. Uwe Barschel - Ministre de l'intérieur du Land de Schleswig-Holstein
- 1983 : Dr. Alfred Stümper - Président de la police du Land de Bade-Wurtemberg
- 1984 : Heinrich Lummer - Innensenator (Ministre de l'intérieur) de Berlin
- 1985 : Dr. Axel Wernitz - Représentant de la Commission de l'intérieur du Bundestag
- 1986 : Ekkehard Gries - Ex-ministre de l'intérieur du Land de Hesse
- 1987 : Prof. Dr. Hans-Dieter Schwind - criminologue
- 1988 : Gerhard Boeden - Président de l'Office fédéral de protection de la constitution
- 1989 : Horst Tappert - comédien (rôle de Stephan Derrick dans la série Inspecteur Derrick)
- 1990 : Roger Bouiller - secrétaire général du CESP
- 1991 : Dr. rer. Pol. Franz-Josef Antwerpes - Président du gouvernement du Land à Cologne
- 1992 : Dr. jur. Edmund Stoiber - Ministre de l'intérieur du Land de Bavière
- 1993 : Hans-Ludwig Zachert - Président du bureau fédéral de la police criminelle
- 1994 : Prof. Dr. Christian Pfeiffer - criminologue
- 1995 : Heinz Eggert - Ministre d'État de l'intérieur, Saxe
- 1996 : Jürgen Storbeck - Chef de l'équipe de préfiguration d'Europol
- 1997 : Dieter Langendörfer - Alors chef de la commission spéciale Reemtsma à Hambourg
- 1998 : Ottfried Fischer - comédien et humoriste
- 1999 : Jürgen Roters - président de la police de Cologne
- 2000 : Otto Schily - Ministre fédéral de l'intérieur
- 2001 : Rolf Rojek - Représentant du club de supporteurs de Schalke
- 2002 : Dr. Lea Ackermann - religieuse
- 2003 : Lothar Herrmann - employé de la police criminelle
- 2004 : Michael Esper - association des victimes de l'attentat de Djerba
- 2005 : Roman Reusch - Procureur à Berlin
  Peter Vogt - Procureur à Halle
  Wolfgang Schaupensteiner - Procureur à Francfort-sur-le-Main
  Egbert Bülles - Procureur à Cologne
- 2006 : Dr. Johannes Podolsky - employé de la police criminelle
- 2007 : Serap Cileli - militante des droits de l'homme
- 2008 : Wolfgang Bosbach - homme politique (CDU)
- 2009 : Ralf Kownatzki – Pédiatre
  Heinz Sprenger – Kriminalbeamter
- 2010 : Kirsten Heisig – Juge pour enfants - Berlin
- 2011 : Elmar Theveßen – Journaliste de télévision
- 2012 : Jörg Ziercke – Président du Bundeskriminalamt
- 2013 : Hartmut Brenneisen – Doyen à la Fachhochschule für Verwaltung und Dienstleistung (FHVD)
- 2014 : Transparency International Allemagne -